# Apalocnemis elongata
Apalocnemis elongata är en tvåvingeart som beskrevs av Collin 1933. Apalocnemis elongata ingår i släktet Apalocnemis och familjen Brachystomatidae. Inga underarter finns listade i Catalogue of Life.